# 田村玲一
田村 玲一（たむら れいいち、1990年1月20日 - ）は、日本の元ラグビーユニオン選手。

## プロフィール
- 奈良県橿原市出身。
- 現役時代のポジションはフランカー(FL)。
- 身長 183cm、体重 100kg
- ニックネームはれーいち。
- ジュニア・ジャパンに選ばれたことがある[1]。

## 略歴
ラグビーを始めたきっかけは小学校のグラウンドでラグビースクールの練習を見に行って、そこで練習していた同級生に誘われたことから。
2008年、天理高校卒業後、天理大学に入る。
2012年、天理大学卒業後、クボタスピアーズ(現・クボタスピアーズ船橋・東京ベイ)に加入。同年10月28日に行われたトップイーストリーグ第7節の日本IBMビッグブルー戦に先発出場で公式戦初出場を果たした。
2022年、現役を引退した。